# Bloc tectonique
Un bloc tectonique est une partie de plaque, qui peut être considéré comme un élément constitutif de cette plaque ou comme une entité autonome. Il peut être délimité par des failles. Certains blocs tectoniques peuvent former des microcontinents.

## Définition
Un bloc tectonique est une unité géomorphologique réagissant de manière homogène aux contraintes tectoniques. Il est généralement séparé d'un autre bloc par une faille ou un système de failles.
On retrouve notamment de nombreux micro-blocs à proximité des failles délimitant les plaques principales, comme c'est le cas dans la zone de subduction de Cascadia, à proximité de la fosse des Mariannes, à Vanuatu  et en Papouasie-Nouvelle-Guinée.

## Déplacement
L'analyse des données structurales et paléomagnétiques suggère que lorsqu'un ensemble de blocs est soumis à un cisaillement tectonique, l'ensemble se déforme par un glissement de faille distribué et des rotations de blocs, plutôt que par une déformation uniforme.
Lors de la découverte de la tectonique des plaques, les géologues estiment que chaque plaque est relativement indéformable. Toutefois, cette hypothèse est ensuite remise en cause, le mouvement à l'intérieur de chaque plaque pouvant être analysé de la même manière que les interactions entre plaques.
Dans les zones tectoniques très actives, le mouvement caractérisant les blocs correspond fréquemment à une rotation, ce qui permet d'expliquer les déformations inégales contrôlées par différentes technologies, notamment grâce au système de positionnement par satellites.

## Historique
L'études des blocs tectoniques est relativement récente, et bénéficie fortement de l'apport de l'informatique pour modéliser en trois dimensions les modèles cinématiques et dynamiques d'un ensemble de blocs.